# Renault Sherpa 2
Renault Sherpa 2 —  лёгкий тактический полноприводный грузовик. Предназначен для выполнения задач в  труднопроходимой и бездорожной местности. Имеет грузоподъёмность от 2 до 3 тонн.